# Бранево
Бране́во (пол. Braniewo) — місто у Польщі, Вармінсько-Мазурське воєводство, Браневський повіт. Розташоване на півночі воєводства, на березі річки Пасленка. Адміністративний центр повіту. До 1945 року було німецьким містом; історична назва — Бра́унсберг (нім. Braunsberg). Найстарше місто Вармії у Східній Пруссії. Вперше згадується в джерелах під 1240 роком як володіння держави Тевтонського ордену. 1254 року отримало привілей самоуправління. За Торунським миром 1446 року стало частиною німецького Вармійського князівства-єпископства, автономії у складі Речі Посполитої. 1772 року приєднане до Прусського королівства; з 1871 року — складова Німецької імперії.
1945 року, у ході Другої світової війни, окуповане радянськими військами. Після війни передане Польщі за рішенням Потсдамської конференції; полонізоване шляхом депортації німецького населення. 
Однією з найстаріших вулиць міста є Гданська. У місті розташовані численні пам'ятки — готична Базиліка святої Катерини Александрійської (1346), башта єпископського замку (XIII ст.), єзуїтська колегія (1566) тощо.

## Галерея

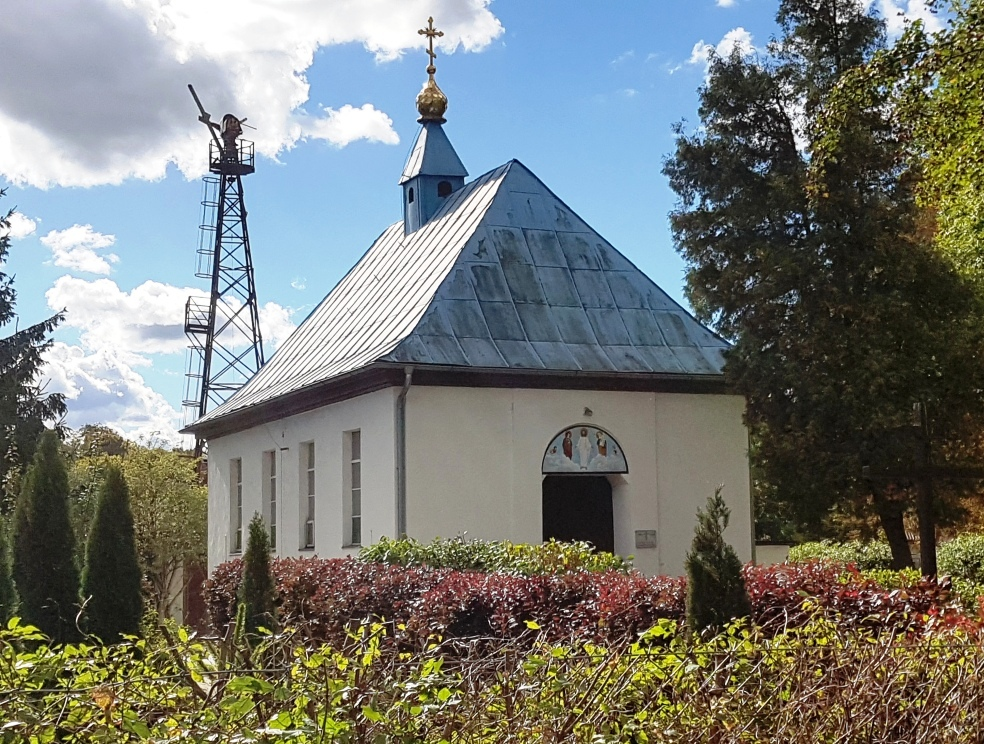
Польська православна церква - (Православ'я в Польщі)
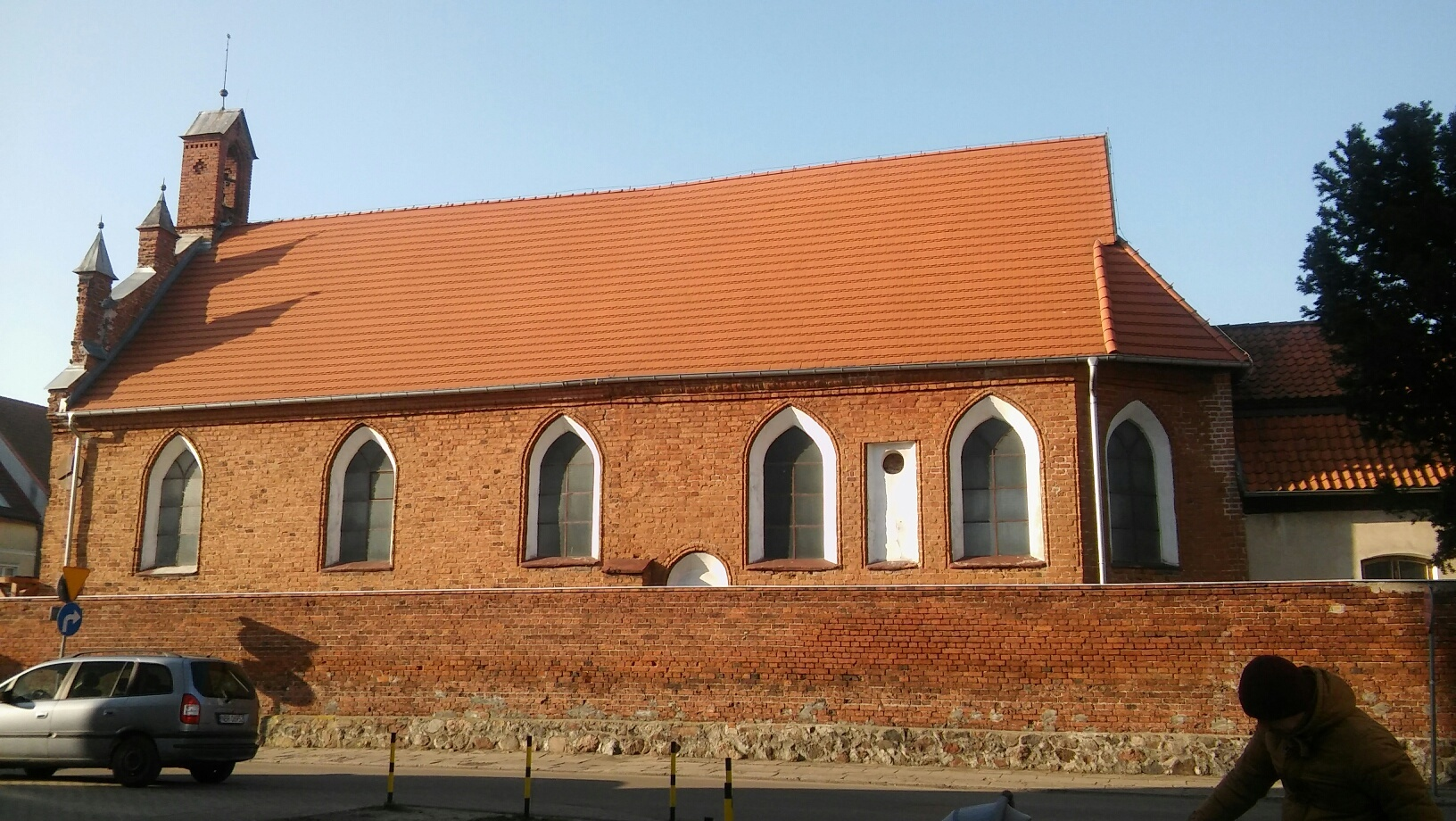
Греко-католицька церква в Польщі

## Назва
- Бра́унсберг (нім. Braunsberg; лат. Brunsberga) — офіційна назва до 1945 року. Згідно з повідомленням німецького географа Йоганна Фрідріха Гольдбека (1748—1812) походить від імені моравського ельмюцького єпископа Бруно фон Шауенбурга (1205—1281), що супроводжував короля Богемії Оттокара ІІ в 1254 і 1267 роках у хрестовому поході Тевтонського ордену проти пруссів. Бруно відомий як засновник села Брушперк в Богемії, німецька назва якого так само — Браунсберг. За іншою гіпотезою назва походить від слова Brusebergue (Прусський табір). Від німецької назви міста походила стара польська назва Бру́нсберг (пол. Brunsberg), або Бру́нсберк (пол. Brunsberk).
- Бра́нево (пол. Braniewo) — нова польська назва після 1945 року.

## Історія

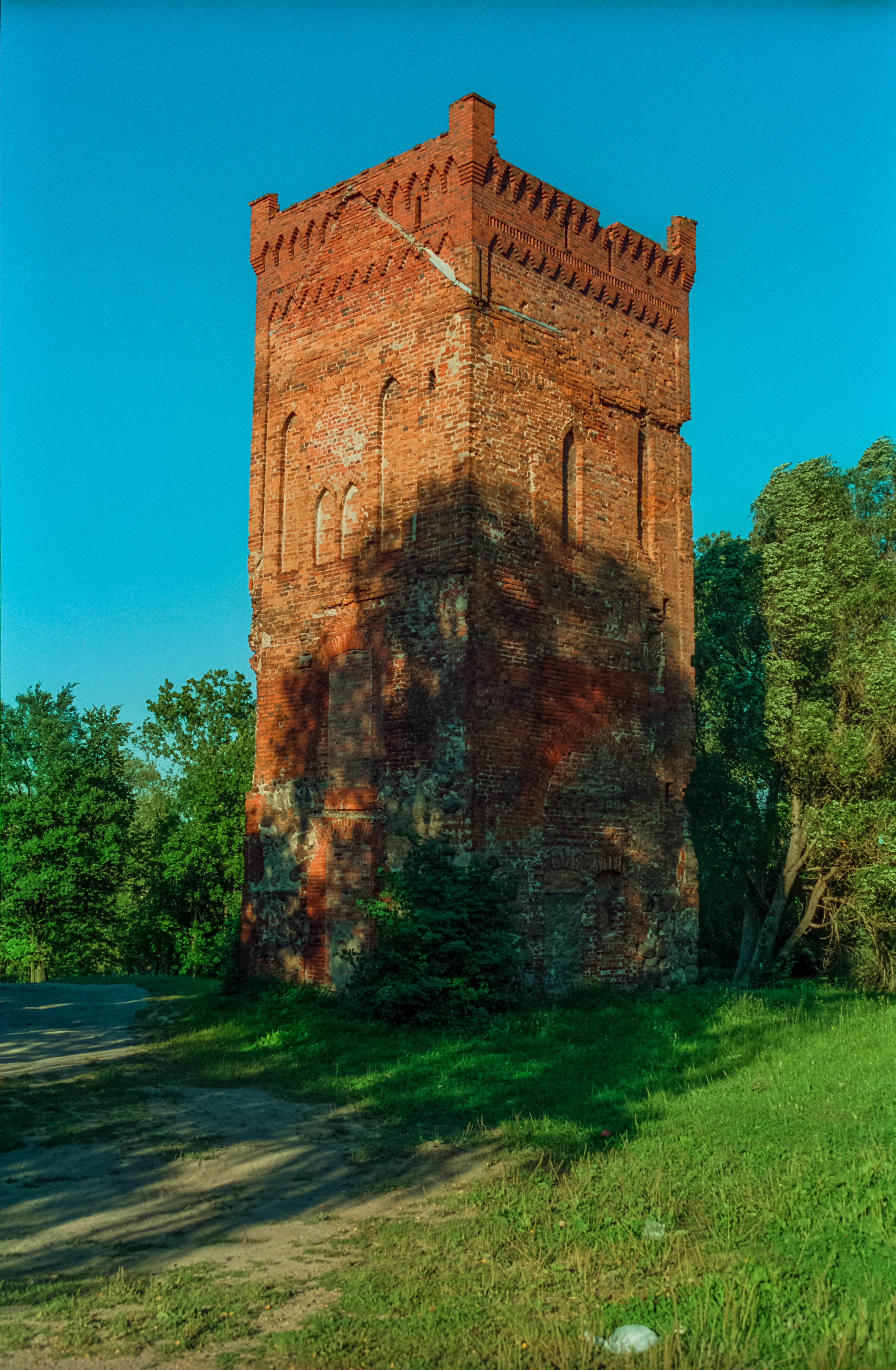
Вціліла башта Браунсберзького замку.

Засновано близько 1240 року, можливо на місці прусського городища. Мурований Браунсберзький замок побудовано після 1273 року. Розібрано його в роках 1873–1874 а також 1928–1930. В цьому часі був це важливий торговельний осередок. Бранево вже від XV століття було членом Ганзи а також одним із морських портів Вармії.
1565 року вармійський єпископ Станіслав Гозій відкрив Браунсберзьку єзуїтську колегію, важливий осередок Контреформації у Східній Європі. У цьому часі Бранево стало важливим осередком шкільництва і культури. У 1589 засновано приватний друкарський флігель. Багаторазово (аж до 1738 р.) мешканці міста змагалися, щоб відкрити університет, однак це не вдалося. Спадкоємцем традиції було «Liceum Hosianum».
Від XV ст в Браневі розвивалося також золотарство. До найкращих майстрів вармійського бароко належали різьбяр Ян Фрей та художник Ян Лоссо.
Під час шведських воєн багаторазово місто нищено і грабовано з коштовностей, тому воно підупало. В 1772 році Бранево вибрано столицею повіту в провінції Східна Пруссія і садибою гарнізону.
До кінця XVIII ст. знаходився там торговельний порт.
26 лютого 1807 року, у ході пруссько-французької війни, місто захопила французька армія Наполеона.
В 1852 році саме в Браневі відкрито першу залізничну лінію на відрізку Бранево-Квідзин. 1854 р. побудовано також синагогу, яка існувала до 1938 року. В 1887 р. постала Рільнича Школа, перша в Східній Пруссії.
1945 року місто знищено і сплюндровано Радянською армією (102-а стрілецька дивізія) в ході Східно-Прусської операції.
Після війни не відбудовано вже старого міста. В роках 1975–1999 місто було садибою уряду гміни в північно-східній частині ельблонзького воєводства, від 1999 належить до Вармінсько-Мазурського воєводства як земський повіт.

### Адміністративна історія
- 1818—1945: адміністративний центр Браунсберзького повіту, Східна Пруссія.
- з 1946: адміністративний центр Браневського повіту, Польща.

## Населення
До 1945 року основним населенням міста були німці-католики; історично Браунсберг і околиці залишилися островом католицизму в морі прусського протестантизму. В місті існувала незначна юдейська громада. Після Другої Світової війни більшість німців та юдеїв покинули Браунсберг, виїхавши до Німеччини; їхні оселі заселили поляки-переселенці та українці, зігнані з польським урядом з батьківських земель Холмщини та Підляшшя.
| Рік  | Особи  | Примітки                                                                              |
| ---- | ------ | ------------------------------------------------------------------------------------- |
| 1782 | 04.370 | 621 двір, без урахування гарнізону й цивільної прислуги                               |
| 1831 | 07.144 | [ 4 ]                                                                                 |
| 1858 | 9.066  | з них 6.601 католиків, 2.344 лютерани, 105 юдеїв і 16 меноніти                        |
| 1875 | 10.796 | [ 6 ]                                                                                 |
| 1880 | 11.542 | [ 6 ]                                                                                 |
| 1890 | 10.351 | з них 7.559 католиків, 3.181 лютеранин і 104 юдеїв                                    |
| 1900 | 12.497 | з урахуванням гарнізону (3-й гренадерський батальйон), з них 3.935 лютеран і 99 юдеїв |
| 1910 | 13.601 |                                                                                       |
| 1925 | 13.893 | з них 9.587 католиків, 4.211 лютеранин, 19 інших християн und 52 юдеї                 |
| 1933 | 15.325 | з них 10.896 католиків, 4.299 лютеран, і 67 юдеїв                                     |
| 1939 | 21.142 | з них 12.435 католиків, 6.106 лютеран, 21 інших християн і 10 юдеїв                   |
| 2004 | 18,068 |                                                                                       |
| 2014 | 17.281 | з них 8441 чоловіків (48,8 %) і 8840 жінок (51,2 %)                                   |

### Українська громада в Бранево

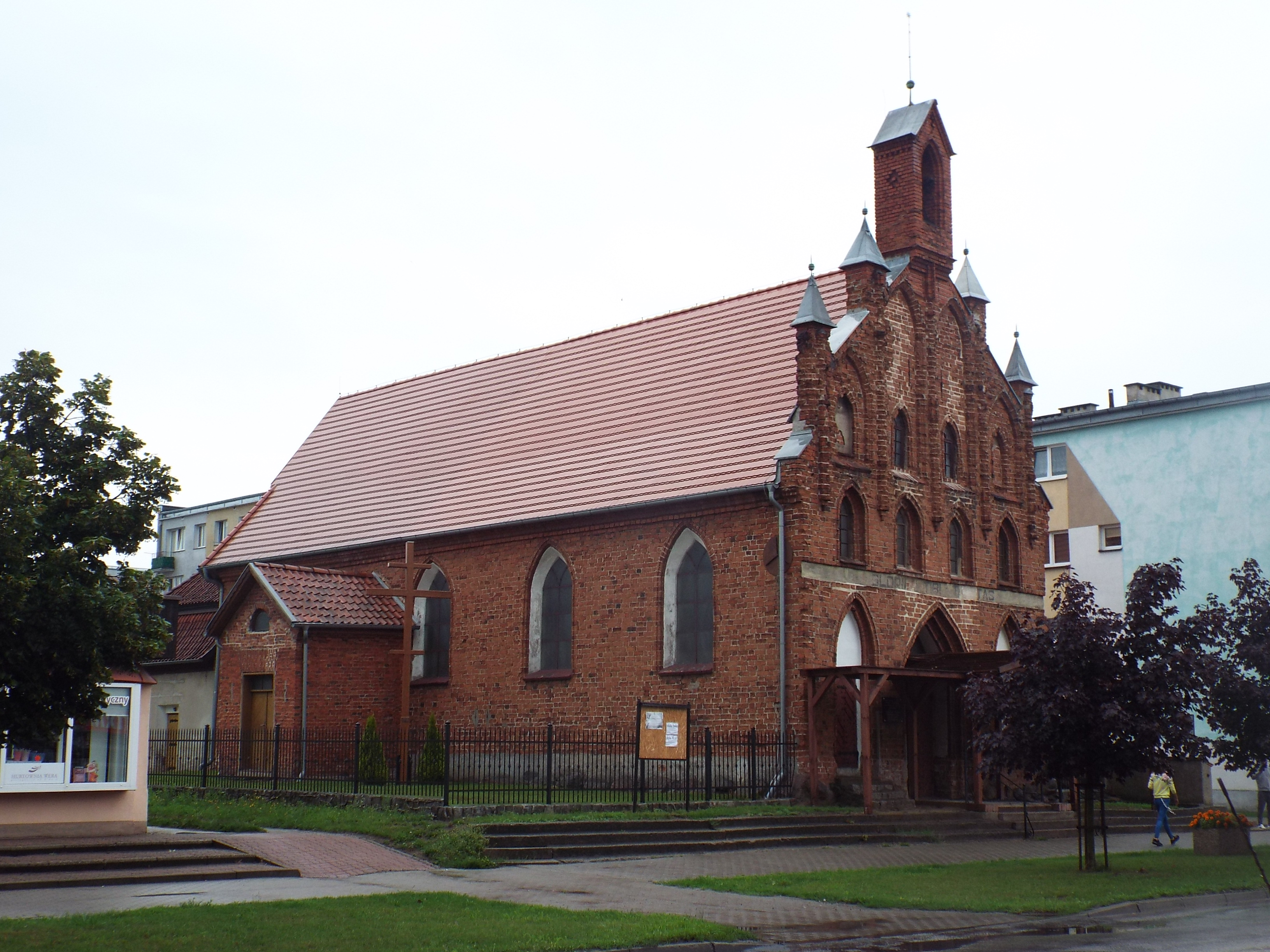
Греко-католицький храм св. Трійці — готичний костел 15 ст. Фото 2018 р.

Бранево має одні з найстаріших сторінок пов'язаних з русинами-українцями в Польщі. В тутешньому славному колись Collegium Hosianum — першій єзуїтській школі у Польщі на поч. XVII с. навчалися майбутні київські уніатські митрополити: Рафаїл (Корсак), Михайло Рогоза, Йосиф Веніамін Рутський  та Гавріїл Коленда. Було ще кілька десятків уніатських єпископів, які навчалися тут.

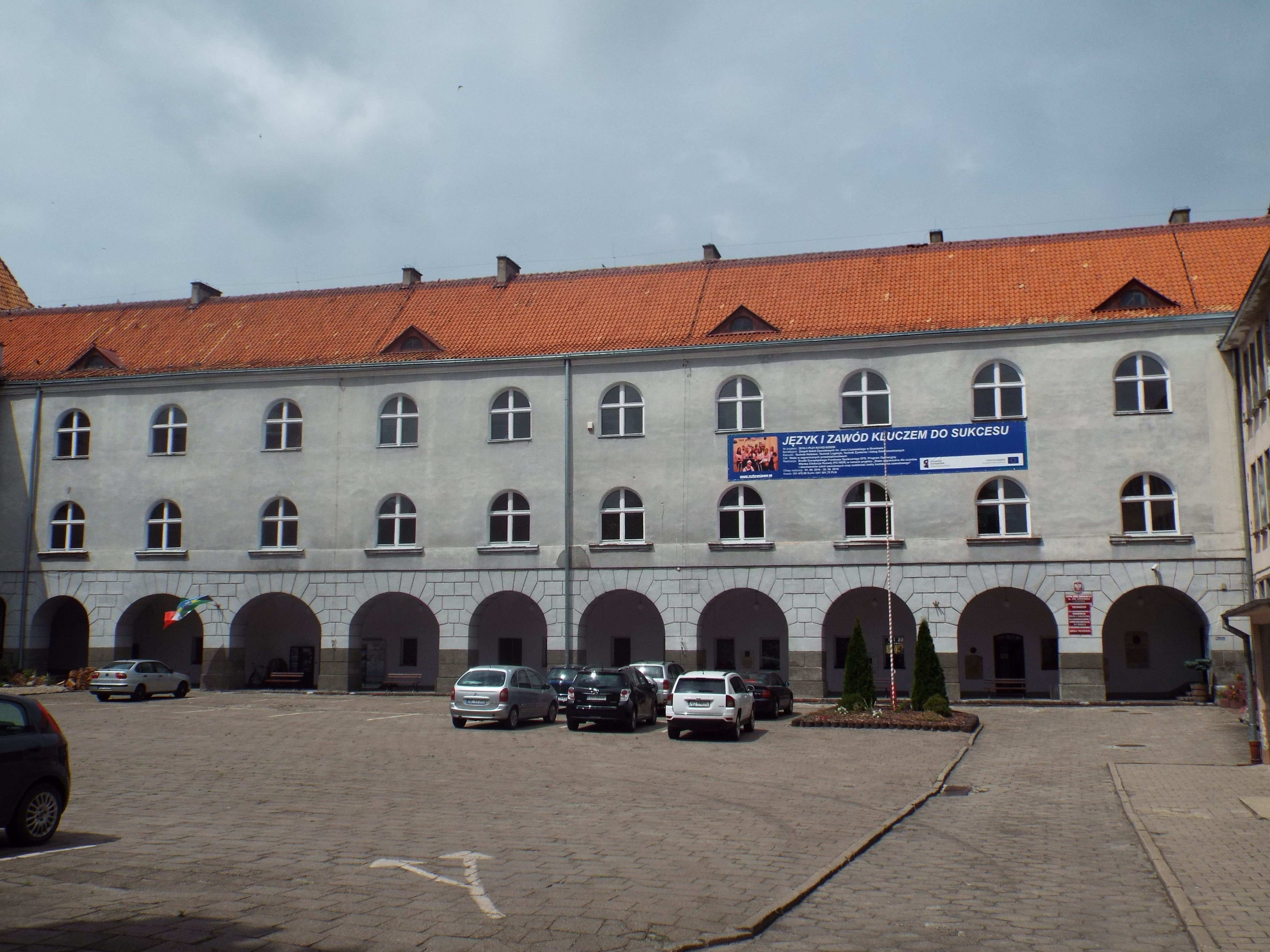
Collegium Hosianum — перша єзуїтська школа у Польщі, у якій навчалися майбутні уніатські єпископи. Фото 2018 р.

У Бранево, на виїзді до Фромборка, розміщується також найбільший в регіоні цвинтар радянських солдат, які загинули в боях 1945 р. з німцями. Тут поховано аж 31331 осіб. Спеціальне обстеження показало о тут поховано багато солдат — українців.
У 1947 р. на терени Браневського повіту було виселено біля 1750 українських родин з 6600 особами. Як свідчать спогади Андрія Ореховського з Лелькова, в Браневській в'язниці УБ утримувало українців, яких підозрювали у зв'язках з підпіллям.
В кінці 1980-х рр. почалося відродження українського духовного життя. Спочатку українські священики спробували домовитися з католицьким духовенством про дозвіл відправляти службу в одному з костелів Бранева. Такої згоди не було. В той же час українці пробували звести свій храм. Навіть розглядалося питання адаптації на потреби церкви каплиці св. Роха на комунальному цвинтарі на вул. Ольштинській. Коли українська громада урочисто відзначала 1000-ліття хрещення Русі, було отримано згоду на проведення східної евхаристії у костелі святого Хреста в Бранево.
Абат монастиря ордену редемптористів з розумінням підійшов до нашого прохання і дав згоду на це богослужіння. В молитві взяло участь біля 500 осіб, що вказувало на пильну потребу створення парафії. Така можливість з'явилася в 1990 р., коли греко-католикам було передано костел св. Трійці по вул. Костюшки, 1, який до цього виконував роль місця відспівування покійних.
Передача цього костелу відбулася за рішучої постави Вармінського єпископа Едмунда Піща, а також старання отця Юліана Гбура. 15 лютого 1992 р. відбулася урочиста служба, що ігногурувала утворення греко-католицької парафії св. Трійці в Браневі. Першим пробощем став о. Юліан Гбур (навчався в семінарії отців-вербистів у Пененжні). В липні 1994 р. парафію прийняв отець Артур Маслей, тоді як в 2002 р. сучасний священик о. Петро Гудко. Поряд з цим функції пробоща заміщували о. Дарій Вовк, о. Богдан Панчак. Участь в літургіях брали також о. Кшиштоф Блажевський з близького Пецишева (Peciszewa), висвячений єпископом Мартиняком в Браневі, о. Богдан Пушкар з Мюнхена, о. Михайло Бундз зі США, отець-митрат Андрій Сорока, о. Ян Галушка та о. Іван Лайкош. Велику роль в стабілізації діяльності парафії відіграли Сестри Василіянки, які допомагали священикам.
У 1997 р. в храмі було встановлено іконостас, а в 2002 р. табернакулюм. Сама парафія нараховує 70 родин. При оказії більших свят збирається до 200 людей. Служби відправляються українською мовою. Вірні беруть участь в усіх важливих подіях пов'язаних з українською історією. В церкві згадуються річниці Вісли, Голодомору, української незалежності, Шевченківські дні, річниці народження Андрія Шептицького. Відправляються служби за українські жертви російської агресії. За посередництва церкви проводяться різні суспільні акції, інформаційні, навчальні, протестні, що формують національну свідомість тутешніх українців. Зокрема влаштовуються виїзди в родинні місця депортованих. Священики парафії працюють в середніх школах № 6, № 3 та гімназії № 1 в Браневі. Тут вони проводять уроки релігії для українських дітей-греко-католиків. У склад парафії входять: місто та гміна і Бранево за винятком Пенцишево, Залізна Гора, Красноліпе і Кшевно та місто та гімна Фромборк. 23 вересня 2017 р. українці, греко-католики парафії св. Трійці в Бранево святкували ювілей 25-річчя своєї парафії.
В містечку діє також православна Спаська парафія. Адже до Бранева вивезли також 352 православних українця зі станції Холм та 308 — зі станції Буг Влодавський. Парафія утворилася в 1948 р. у житловому будинку о. Миколи Костишина — першого настоятеля. Пізніше отримано цвинтарну каплицю ХІХ ст., яка служить парафіяльною церквою і по сьогодні. 1964 р. каплиця була відремонтована. В ній розміщено іконостас, який походив з розібраної гарнізонної церкви в Ломжі. Більшість пробощів цієї парафії впродовж її існування були українцями. Особливо цікавим для нас є цвинтар розташований біля православної церкви. В 1972 р. частина тутешнього протестантського цвинтаря була передана православній парафії. Поховання на ньому свідчать, що саме тут початково ховали православних українців після операції «Вісла».
Українською визитівкою Бранева є також фестиваль Українські барви приграниччя, який проходить в Браневському центрі культури з 2015 р. В рамках фестивалю відбуваються концерти, вистави, проєкція фільмів і вечірка-забава під українсько-польську музику. Захід отримує дофінансування з бюджету Браневського повіту.

## Транспорт
Див. Браневський автобус, Бранево-Брама

## Міста-побратими
- Зеленоградськ
- Мюнстер

## Галерея

Герб Браунсберга
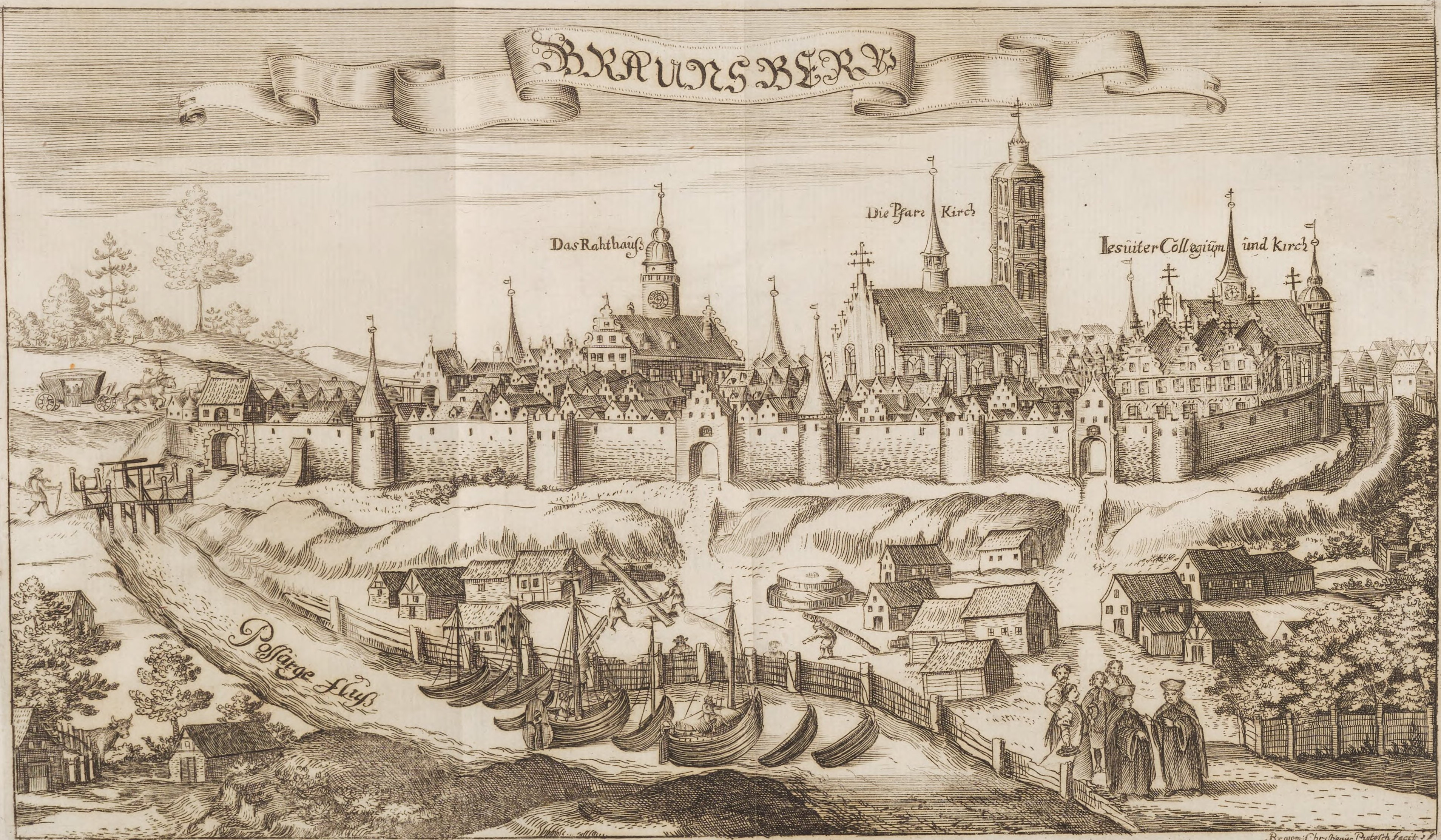
Браунсберг (1684)
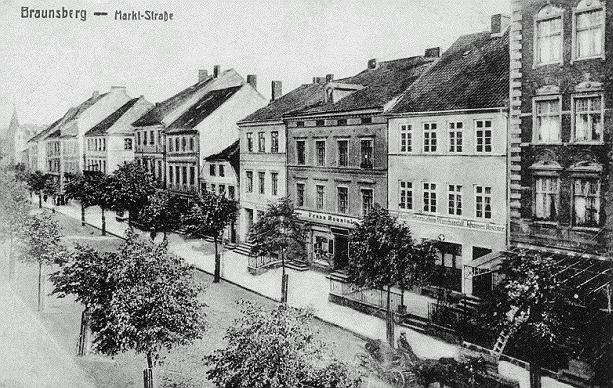
Браунсберг (1900)
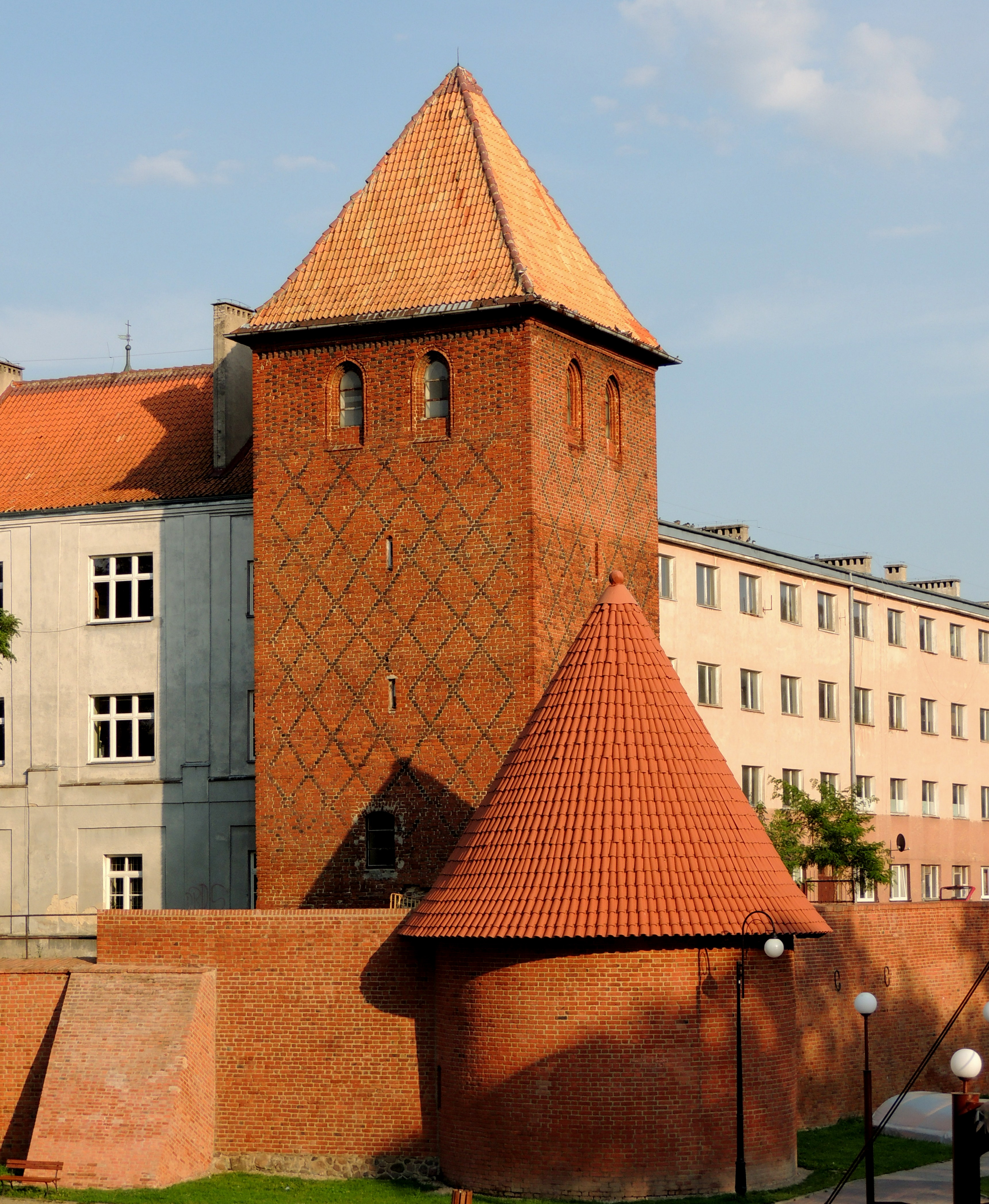
Оборонний мур
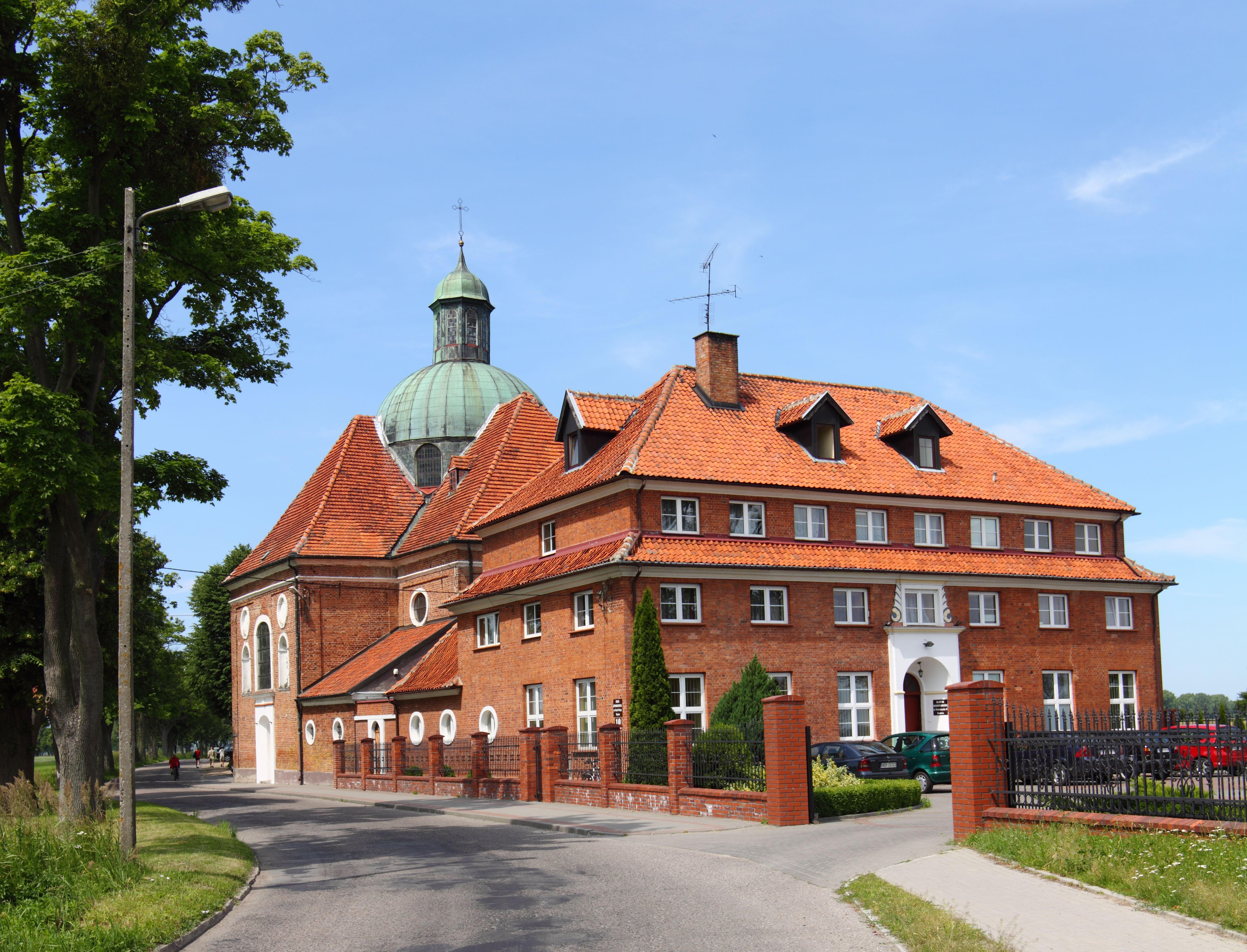
Церква святого Хреста
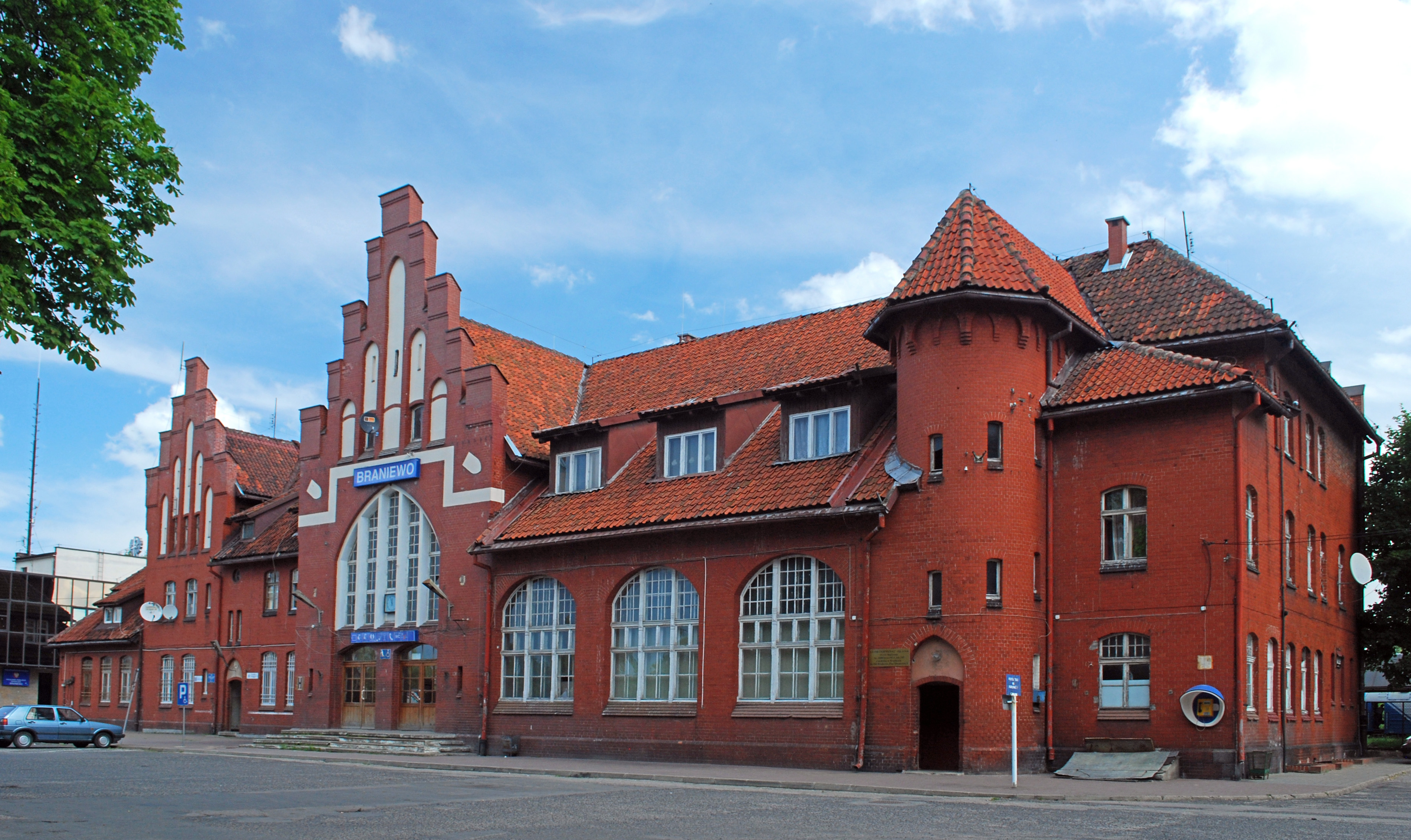
Вокзал

## Демографія
Демографічна структура станом на 31 березня 2011 року:
|          | Загалом | Допрацездатний вік | Працездатний вік | Постпрацездатний вік |
| -------- | ------- | ------------------ | ---------------- | -------------------- |
| Чоловіки | 8681    | 1789               | 6209             | 683                  |
| Жінки    | 9097    | 1673               | 5642             | 1782                 |
| Разом    | 17778   | 3462               | 11851            | 2465                 |